# Graziane de Jesus Coelho
Graziane de Jesus Coelho, detta Grazy (San Paolo, 18 gennaio 1983), è un'ex cestista brasiliana.

## Carriera
Con il Brasile ha disputato i Giochi olimpici di Pechino 2008 e due edizioni dei Campionati americani (2005, 2007).